# Carex sorianoi
Carex sorianoi är en halvgräsart som beskrevs av Manuel Barros. Carex sorianoi ingår i släktet starrar, och familjen halvgräs. Inga underarter finns listade i Catalogue of Life.